# Faistenhaar
Faistenhaar ist ein Ortsteil von Brunnthal im Süden des oberbayerischen Landkreises München, der bis zum 30. April 1978 mit dem Nachbarort Hofolding die eigenständige Gemeinde Hofolding bildete. 

## Lage

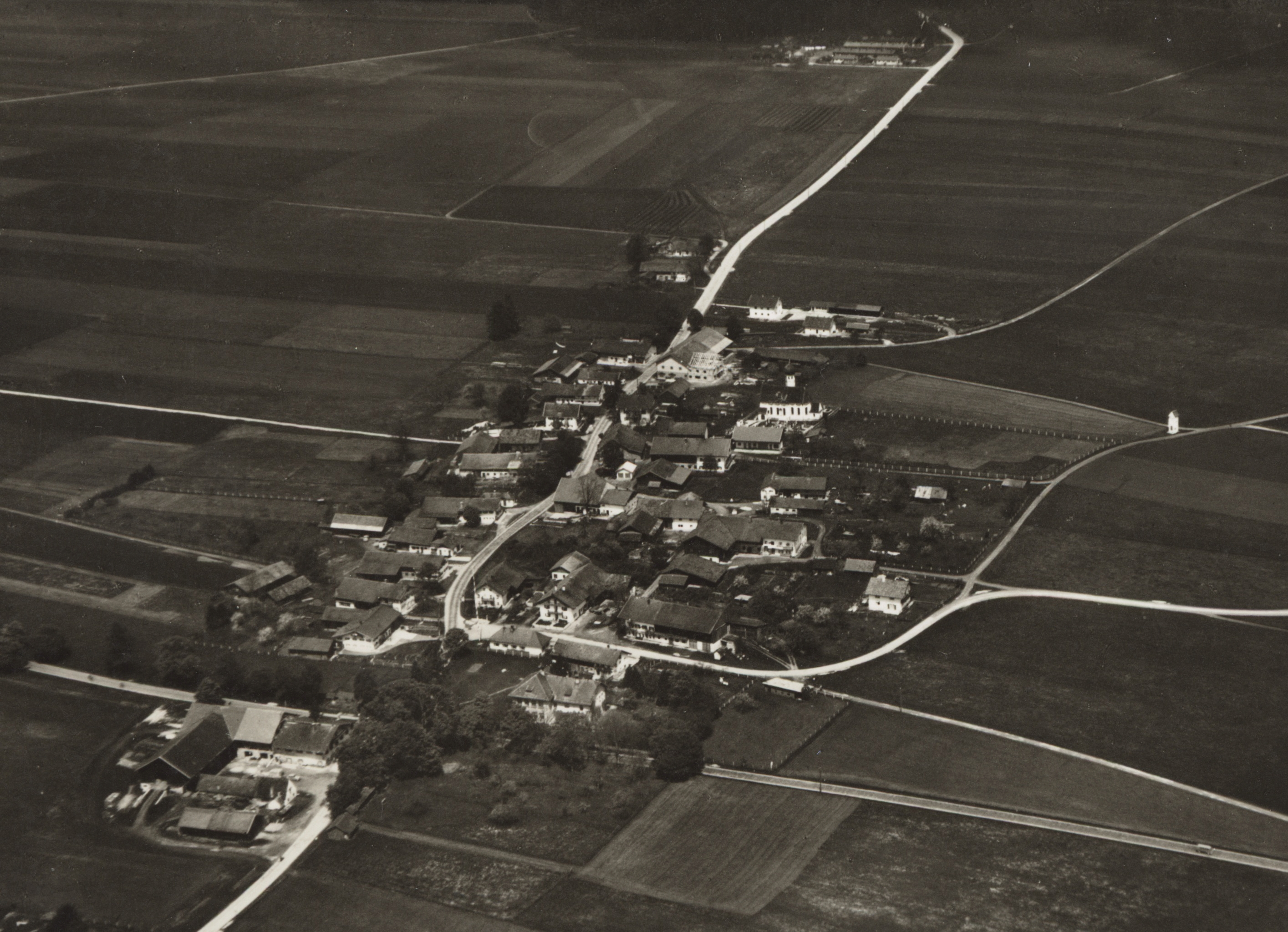
Faistenhaar im Jahre 1959

Das Kirchdorf Faistenhaar liegt auf der Münchner Schotterebene mit Hofolding in einer Rodungsinsel. Durch den Ort führen die Staatsstraße 2070 von Sauerlach nach Aying und die Staatsstraße 2367 / Kreisstraße M 8 von Höhenkirchen nach Kreuzstraße. Bis weit in die Nachkriegsjahre hinein lagen Faistenhaar und Hofolding noch 1000 Meter auseinander, mittlerweile verhindert nur noch das zwischen ihnen liegende gemeinsame Sportgelände des TSV Hofolding ein Zusammenwachsen der beiden Orte.

## Geschichte

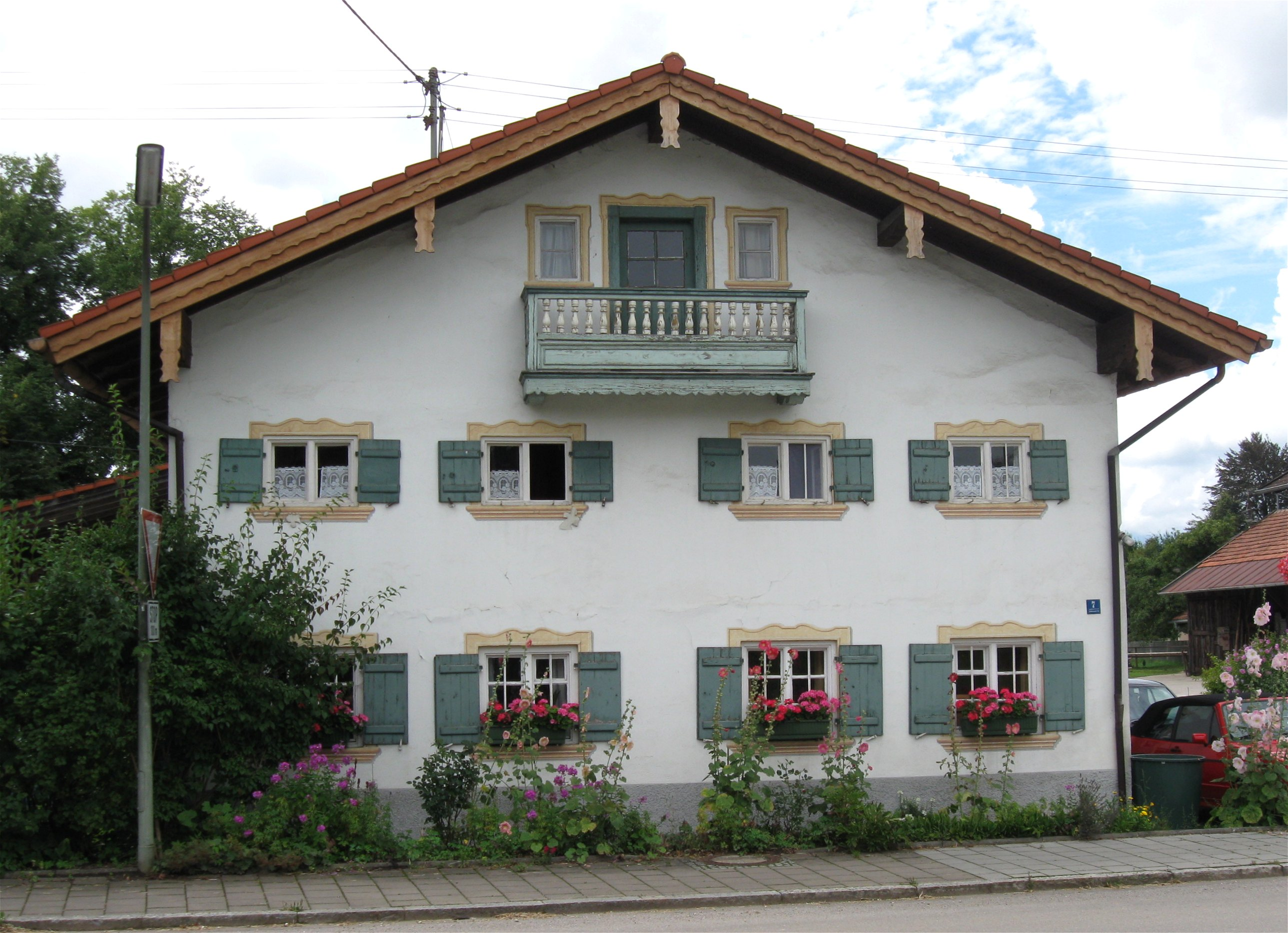
Bauernhaus in der Ottobrunner Straße 7

Faistenhaar, dessen Ortsname Siedlung am fetten, fruchtbaren Wald bedeutet, wurde 1189 in einer Urkunde des Klosters Schäftlarn zum ersten Mal erwähnt. Die nächste Erwähnung des Ortes war im Jahre 1315 unter der Ortsbezeichnung „Waitzenhart“. 1315 wurde die Faistenhaarer Filialkirche, noch mit dem alten Patrozinium St. Sylvester erstmals beurkundet.
Der Baubeginn für die neue Kirche St. Peter und Paul war 1683, ihrer Bestimmung konnte sie aber erst im Jahre 1735 übergeben werden, da sich die endgültige Fertigstellung, wegen der örtlichen Schwierigkeiten und der fehlenden finanziellen Zuwendungen über Jahre hinzog. Um die Schulpflicht zu gewährleisten und den Kindern die weiten Schulwege zu ersparen, wurde für Hofolding, Dürrnhaar und Faistenhaar in einem Gebäude in Faistenhaar 1875 eine Schule eingerichtet. Die beiden Dörfer hatten sich gerade zu einer selbstständigen Gemeinde zusammengeschlossen. 1950 hatte Faistenhaar 431 Einwohner. Am 1. Mai 1978 wurde Hofolding mit Faistenhaar im Rahmen der Gemeindegebietsreform in die Gemeinde Brunnthal eingegliedert. Von 165 Einwohnern im Jahr 1925 stieg sie bis 1950 auf 431 Personen. 1987 hatte der Ort 467 Einwohner, seither hat sie sich mehr als verdoppelt.

## Baudenkmäler
Katholische Filialkirche St. Peter und Paul. Barocker lisenengegliederter Saalbau, von 1683–1735, mit vierjochigem Langhaus und eingezogenem zweijochigem polygonalen Chor auf Grundlage einer mittelalterlichen Kirche. Seitlich ist der Zwiebelturm und die Sakristei (1750) am Chorscheitel angefügt. Die Kirche besitzt eine Altarausstattung und Kanzel aus dem Hoch- und Spätbarock.
Siehe auch: Liste der Baudenkmäler in Faistenhaar

## Infrastruktur
- Vereine und Kita: Römerschützen Hofolding-Faistenhaar, Krieger- und Soldatenkameradschaft Hofolding-Faistenhaar, Faistenhaarer Stockalmschützen, Burschenverein Faistenhaar, TSV Hofolding, Kita Villa Kunterbunt.
- Betriebe und Dienstleistungen: Raiffeisenbank, Metzgerei-Bäckerei, Landgasthof, Tankstelle, Autohaus, Friseur
- Verkehrsmittel: Buslinie  216 (MVV) Taufkirchen—Höhenkirchen—Brunnthal—Hofolding—Faistenhaar, verkehrt im Stundentakt.